# Округ Раш (Индијана)
Округ Раш (енгл. Rush County) је округ у америчкој савезној држави Индијана.

## Демографија
По попису из 2010. године број становника је 17.392, што је 869 (-4,8%) становника мање 2000. године.
| Група             | 2000.          | 2010.          |
| Белци             | 17.794 (97,4%) | 16.839 (96,8%) |
| Афроамериканци    | 109 (0,6%)     | 132 (0,8%)     |
| Азијати           | 85 (0,5%)      | 57 (0,3%)      |
| Хиспаноамериканци | 92 (0,5%)      | 190 (1,1%)     |
| Укупно            | 18.261         | 17.392         |